# Constitución de Andorra
La Constitución del Principado de Andorra (en catalán: Constitució del Principat d' Andorra) es la ley fundamental del dicho país. Fue aprobada el 2 de febrero de 1993 y recibió la ratificación del pueblo andorrano con derecho a voto mediante un referéndum el día 14 de marzo de 1993. De acuerdo con la misma Constitución, entró en vigor el mismo día de su publicación en el Boletín Oficial del Principado de Andorra, lo que sucedió el 4 de mayo de 1993.
La Constitución fue firmada por los dos copríncipes de Andorra, el presidente de la República francesa y el obispo de Urgel, cargos que en aquella época estaban en manos de François Mitterrand y Joan Martí Alanis respectivamente. La nueva Constitución estipula que estos dos cargos ostentan la figura de jefe de Estado.
Según la Constitución, el jefe del poder ejecutivo es el jefe de Gobierno de Andorra.

## Estructura
La Constitución andorrana se divide en nueve Títulos, dos Disposiciones adicionales, tres transitorias, una derogatoria y una final.